# Lauritz Nielsen
Lauritz Martin Nielsen, född den 30 april 1881 i Köpenhamn, död den 15 juli 1947 i Hørsholm, var en dansk biblioteksman.
Nielsen blev assistent vid Kungliga biblioteket 1906, underbibliotekarie 1910 och filosofie doktor 1923. Hans specialitet var inkunabelforskningen, och hans huvudarbeten är Dansk Bibliografi 1482–1550 (1919) och Boghistoriske Studier til dansk Bibliografi 1550–1600 (doktorsavhandling 1923). 